# Sant Ponç (Girona)
Sant Ponç és una entitat de població i sector de la ciutat de Girona. Se situa a la riba esquerra del riu Ter, de camí al municipi de Sarrià de Ter. El 2005 l'entitat de població tenia 18 habitants. En aquesta zona s'hi troba el club esportiu Atlètic Sant Ponç, fundat l'any 1969, que rep el nom del barri.
Té l'origen en l'església de Sant Ponç de Fontajau, temple parroquial actualment desparegut, que estava situat en l'aiguabarreig del Ter i del torrent de Fontajau. Les relíquies de Sant Ponç van ser portades a l'església parroquial de Sant Feliu de Girona. Al Puig d'en Roca i al proper Puig de la Bateria s'hi va instal·lar l'exèrcit francès durant els setges de Girona, igual que el General Prim.
Aquest poble, un ens local independent el 1800, va ser incorporat al municipi de Sant Gregori el 1846. El 1968 el sector a l'est de l'autopista AP-7 va ser transferit al municipi de Girona, incloguent-hi Sant Ponç i parcialment Taialà i Domeny.